# Caucasalia similiflora
Caucasalia similiflora là một loài thực vật có hoa trong họ Cúc. Loài này được (Kolak.) B.Nord. mô tả khoa học đầu tiên năm 1997.